# Carlos Gustavo Fontana
Carlos Gustavo Fontana (La Plata, 17 de marzo de 1944), militar argentino que sirvió durante el terrorismo de Estado en Argentina como oficial de inteligencia.

## Origen
El biografiado nació el 17 de marzo de 1944 en La Plata.

## Servicio
Fontana fue un militar importante en el sistema represivo del Proceso de Reorganización Nacional. En 1976, era capitán, recién egresado de la Escuela Superior de Guerra, y revistaba en la Compañía Seguridad del Batallón de Inteligencia 601. No obstante, estaba de comisión en el Destacamento de Inteligencia 101. En el mismo año, realizó el Curso COM-202 «Inteligencia para Jefes». Luego, en 1977 (ya siendo mayor) estaba en la Compañía de Contra Inteligencia del 601. En ese mismo año, asumió la Jefatura de la Sección de Inteligencia «Paraná» del Destacamento de Inteligencia 122.
A partir del 20 de diciembre de 1979 sirvió en la Central de Reunión. Esta unidad realizó un operativo en Paso de los Libres (Corrientes) junto al Destacamento de Inteligencia 123 en 1980 donde cinco personas fueron víctimas de desaparición forzada.
Desde el 29 de septiembre de 1980 hasta el 15 de noviembre de 1982, fue segundo jefe del Destacamento de Inteligencia 101. Después, a fines de 1982, pasó al Destacamento de Inteligencia 181. En septiembre de 1983, ya siendo teniente coronel, asumió la Jefatura del Destacamento de Inteligencia 102 de Tandil, donde permaneció hasta 1985.

## Enjuiciamiento y condena
En 2005, la Corte Suprema de Justicia de la Nación Argentina anuló las leyes de Obediencia Debida y Punto Final. En 2007, se inició el primer juicio contra militares involucrados en el terrorismo de Estado en Argentina. Los hombres de armas en cuestión fueron el ex comandante en jefe del Ejército Cristino Nicolaides y siete exmiembros de la Plana Mayor del Batallón de Inteligencia 601, entre estos, el coronel Fontana.
Carlos Gustavo Fontana fue enjuiciado en la causa «Guerrieri Pascual Oscar y otros/Privación ilegal de la libertad personal» que investigaba sobre la desaparición forzada de cinco personas en 1980, una en Olivos (Buenos Aires) y las demás en Capital Federal. La única sobreviviente fue capturada en Las Cuevas (Mendoza) en 1980 y trasladada, sucesivamente, a Campo de Mayo, Paso de los Libres y Buenos Aires. El 18 de diciembre de 2007, el Juzgado Nacional en lo Federal y Correccional N.º 4 setenció a los militares de este operativo con condenas de entre 21 y 25 años de prisión. Fontana recibió una condena de 21 años.